# Lista över spel till Sega 32X

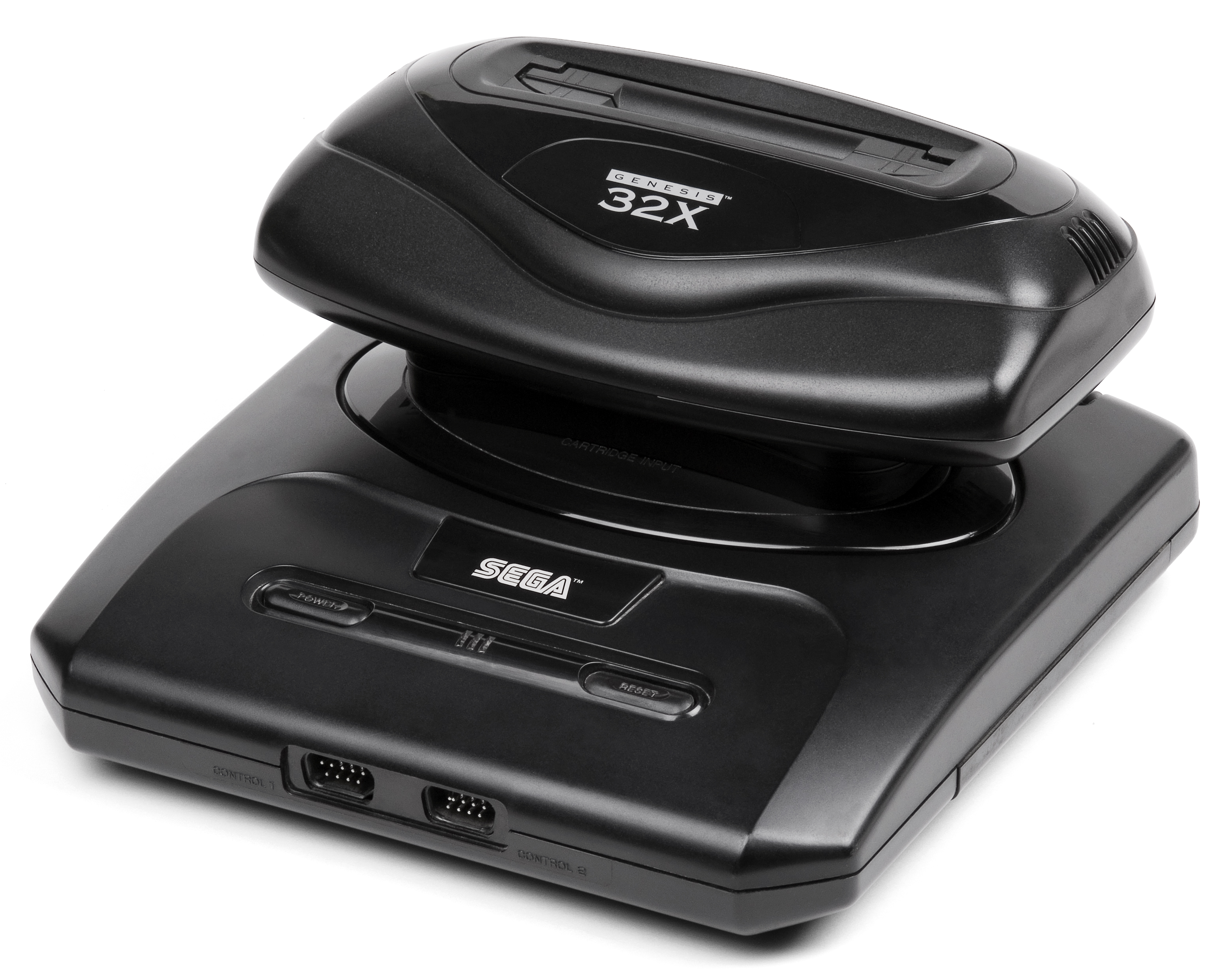
En Sega 32X ihopkopplad med en Sega Genesis

Sega 32X var ett tillbehör till spelkonsolen Sega Mega Drive. 32X, som hade kodnamnet "Project Mars", utvecklades för att utöka kapaciteten hos Mega Drive och fungera som en övergång inför utgivningen av Sega Saturn. Oberoende av Mega Drive använde 32X en egen spelkassett och hade en egen uppsättning spel. Sammanlagt gjordes 40 stycken spel, inklusive sex stycken som krävde både Sega 32X och Sega CD.
Sega visade upp 32X på 1994 års Consumer Electronics Show, och presenterade den som den "fattiga mannens ingång till 'nästa generations' spel." Produkten kom ursprungligen till som en helt ny konsol från Sega of Japan och beskrevs som ett ekonomiskt alternativ för spelare i 32-bits-eran, men via ett förslag av Joe Miller på Sega of America förändrades konsolen till ett  tillbehör för Mega Drive och gjordes mer kraftfull. Detta genom två stycken 32-bit central processing unit chip och en 3D grafikprocessor. Trots omvandlingarna misslyckades konsolen med att locka varken utvecklare och konsumenter eftersom Sega Saturn hade utannonserats för utgivning redan följande år. Delvis på grund av detta, och för att snabbt få ut 32X på marknaden innan juletid 1994, blev 32Xs katalog av spel liten, inklusive porteringar till Mega Drive med förbättringar i antalet färger som förekom på skärmen. Den släpptes ursprungligen för US$159, men Sega sänkte priset till $99 på bara ett par månader och sålde slutligen ut det resterande lagret för $19.95. Minst 665 000 enheter såldes.
Följande lista innehåller alla spel som utgavs till 32X, liksom spelen som krävde både 32X och Sega CD. Bland titlarna till 32X fanns porteringar av arkadspelen Space Harrier och Star Wars Arcade, ett sidscrollande spel med en kolibri som huvudkaraktär i Kolibri, Knuckles' Chaotix, en exklusiv titel för 32X i spelserien Sonic the Hedgehog, samt en version av Doom som uppmärksammades för dess rörelsemönster och problem med spellängd när det jämfördes med andra versioner av spelet. I en retrospektiv recension av konsolen av IGN, ansågs Star Wars Arcade vara det bästa spelet till 32X för dess flerspelarläge, soundtrack och trogna reproduktion av upplevelserna från Star Wars.

## Outgivna spel
| Title                  | Reference |
| ---------------------- | --------- |
| 32 Xtreme              | [ 6 ]     |
| NBA Action             | [ 7 ]     |
| Primetime NFL Football | [ 8 ]     |
| Ratchet and Bolt       | [ 9 ]     |
| Saban's VR Troopers    | [ 10 ]    |
| Virtua Hamster         | [ 11 ]    |
| X-Men                  | [ 12 ]    |

## Spel
| Titel                                                          | Utvecklare            | Utgivare                | Regioner | Utgivningsdatum | Maximalt antal spelare |
| -------------------------------------------------------------- | --------------------- | ----------------------- | -------- | --------------- | ---------------------- |
| After Burner Complete                                          | Rutubo Games          | Sega                    | JP NA EU | 1995/01/13 JP   | 1                      |
| BC Racers                                                      | U.S. Gold             | Core Design             | NA       | 1995            | 2                      |
| Blackthorne                                                    | Paradox Development   | Interplay               | NA       | 1995            | 1                      |
| Brutal Unleashed: Above the Claw                               | GameTek               | GameTek                 | NA       | 1995            | 2                      |
| Corpse Killer †                                                | Digital Pictures      | Digital Pictures        | NA EU    | 1994            | 1                      |
| Cosmic Carnage Cyber BrawlJP                                   | Sega                  | Sega                    | JP NA EU | 1995/01/27 JP   | 2                      |
| Darxide                                                        | Frontier Developments | Sega                    | EU       | 1995            | 1                      |
| Doom                                                           | id Software           | Sega                    | JP NA EU | 1994/12/03 JP   | 1                      |
| Fahrenheit †                                                   | Sega                  | Sega                    | NA       | 1995            | 1                      |
| FIFA Soccer '96                                                | Probe                 | EA Sports               | EU       | 1995            | 4                      |
| Golf Magazine: 36 Great Holes Starring Fred Couples            | Sega                  | Sega                    | JP NA EU | 1995/02/24 JP   | 1                      |
| Knuckles' Chaotix ChaotixJP                                    | Sonic Team            | Sega                    | JP NA EU | 1995/04/21 JP   | 2                      |
| Kolibri                                                        | Novotrade             | Sega                    | NA EU    | 1995            | 2                      |
| Metal Head                                                     | Sega                  | Sega                    | JP NA EU | 1995/02/24 JP   | 1                      |
| Mortal Kombat II                                               | Midway Games          | Acclaim Entertainment   | JP NA EU | 1995/05/19 JP   | 2                      |
| Motocross Championship                                         | Artech Studios        | Sega                    | NA EU    | 1995            | 2                      |
| NBA Jam Tournament Edition                                     | Acclaim Entertainment | Acclaim Entertainment   | JP NA EU | 1995/09/01 JP   | 4                      |
| NFL Quarterback Club                                           | Iguana Entertainment  | Acclaim Entertainment   | JP NA EU | 1995/07/14 JP   | 5                      |
| Night Trap †                                                   | Digital Pictures      | Digital Pictures        | NA EU    | 1994            | 1                      |
| Pitfall: The Mayan Adventure                                   | Activision            | Activision              | NA       | 1995            | 1                      |
| Primal Rage                                                    | Probe                 | Midway Games            | NA EU    | 1995            | 2                      |
| RBI Baseball '95                                               | Atari                 | Time Warner Interactive | NA       | 1995            | 2                      |
| Romance of the Three Kingdoms IV: Wall of Fire Sangokushi IVJP | Koei                  | Koei                    | JP       | 1995/07/28 JP   | 8                      |
| Shadow Squadron Stellar AssaultEU,JP                           | Sega                  | Sega                    | JP NA EU | 1995/05/26 JP   | 2                      |
| Slam City with Scottie Pippen†                                 | Digital Pictures      | Digital Pictures        | NA EU    | 1995            | 1                      |
| Space Harrier                                                  | Sega-AM2              | Sega                    | JP NA EU | 1994/12/03 JP   | 1                      |
| Spider-Man: Web of Fire                                        | Sega                  | Sega                    | NA       | 1996            | 1                      |
| Star Trek: Starfleet Academy Starship Bridge Simulator         | Sega                  | Sega                    | NA       | 1995            | 2                      |
| Star Wars Arcade                                               | Sega                  | Sega                    | JP NA EU | 1994/12/03 JP   | 2                      |
| Supreme Warrior †                                              | Digital Pictures      | Digital Pictures        | NA EU    | 1995            | 1                      |
| T-Mek                                                          | Sega                  | Sega                    | NA EU    | 1995            | 2                      |
| Tempo                                                          | Sega                  | Sega                    | JP NA    | 1995            | 1                      |
| Toughman Contest                                               | Electronic Arts       | Electronic Arts         | NA EU    | 1995            | 8                      |
| Virtua Fighter                                                 | Sega-AM2              | Sega                    | JP NA EU | 1995/10/20 JP   | 2                      |
| Virtua Racing Deluxe                                           | Sega-AM2              | Sega                    | JP NA EU | 1994/12/16 JP   | 2                      |
| World Series Baseball starring Deion Sanders                   | Blue Sky Software     | Sega                    | NA       | 1995            | 2                      |
| WWF RAW                                                        | Acclaim Entertainment | Acclaim Entertainment   | JP NA EU | 1995/09/01 JP   | 4                      |
| WWF WrestleMania: The Arcade Game                              | Acclaim Entertainment | Acclaim Entertainment   | NA       | 1995            | 2                      |
| Zaxxon's Motherbase 2000 MotherbaseEU ParasquadJP              | Sega                  | Sega                    | JP NA EU | 1995/07/14 JP   | 2                      |